# کلیسای قره‌باغ
کلیسای قره‌باغ مربوط به دوره ایلخانی - دوره صفوی است و در شهرستان ارومیه، روستای قره‌باغ واقع شده و این اثر در تاریخ ۲۲ آبان ۱۳۶۲ با شمارهٔ ثبت ۱۶۵۰ به‌عنوان یکی از آثار ملی ایران به ثبت رسیده است.